# 大浦慶

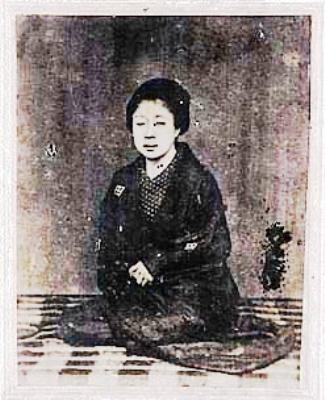
1860年代に撮影されたとされる写真

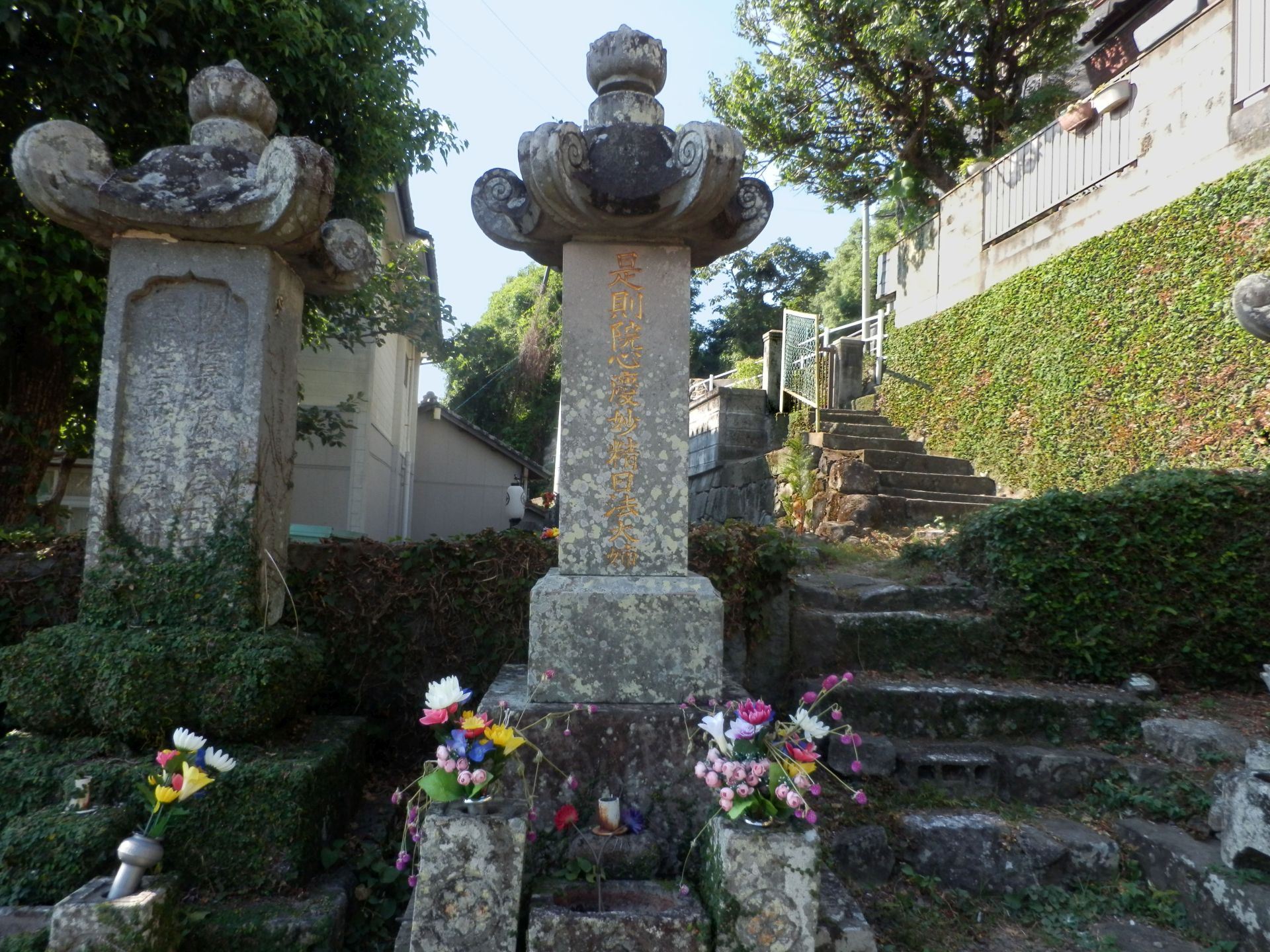
大浦慶の墓

大浦 慶（おおうら けい、文政11年6月19日（1828年7月30日） - 明治17年（1884年）4月13日）は、江戸時代末期（幕末）から明治にかけての女性商人。日本茶輸出貿易の先駆者。楠本イネ・道永栄（肥後天草出身）と並ぶ長崎三女傑のひとり。

## 生涯
文政11年（1828年）に長崎油屋町で油商・大浦太平次と佐恵の娘として生まれる。
大浦家は、賀古市郎右衛門の次男・大五郎（1818年 - 1837年）が婿養子として大浦家に入るが、慶が9歳のときに死去。大五郎の死後、大浦家の財政は傾き、それに追い打ちをかけるように、天保14年10月24日（1843年12月15日）の夜に出来鍛冶屋町より出火し、今籠町・今鍛冶屋町・油屋町・今石灰町・新石灰町・高野平郷など家屋526戸が焼ける大火が発生し、大浦家は大損害を受けた。この時、慶は大浦家再興に尽くそうとした。
翌1844年、蘭学を学びに長崎にきていた天草の庄屋の息子の幸次郎（秀三郎とも）を婿養子に迎える。しかし、慶はこの幸次郎が気に入らず、祝言の翌日に追い出した。以後、死ぬまで独身を貫きとおすこととなった。20歳のときに上海に密航したという説もある。

### 日本茶貿易
嘉永6年（1853年）に通詞・品川藤十郎と協力して出島にてドイツ人・テキストル（Carl Julius Textor）に嬉野茶を託し、イギリス、アメリカ、アラビアの3ヶ国へ茶を送ってもらうことにした。この時、9斤の茶葉を三階級に等分し、各階級1斤ずつ各国に割り当てた。そして同年9月、テキストルが出島から出港した。
その約3年後の安政3年（1856年）8月にイギリスの商人、W・J・オールト（William John Alt）が来航。そこで、テキストルに託した茶の見本を見せ、巨額の注文を受けた。嬉野茶だけでは足りず、九州一円の茶の産地を巡り、やっとのことで1万斤を集め、アメリカに輸出した。これが日本茶輸出貿易の先駆けとなった。文久元年（1861年）に南北戦争が勃発し、一時的に輸出は停滞するが、慶応元年（1865年）に終結した途端、爆発的に増え、翌年には長崎からの輸出はピークに達した。安政から慶応にかけての約10年間は大浦家の全盛期であった。
日本茶輸出貿易に成功した慶は名が知れ渡り、坂本龍馬・大隈重信・松方正義・陸奥宗光らと親交があったとされる。
しかし、1860年代が終わろうとする頃、九州より大きい茶の産地である静岡からの輸出が増えて、茶の輸出業に陰りが見えはじめる。このとき慶は違う商品の貿易も考えていた。

### 遠山事件
明治4年（1871年）6月、慶の元へ熊本藩士の遠山一也が訪れ、イギリスのオールト商会と熊本産煙草15万斤の売買契約したため、慶に保証人になってほしいと頼んできた。遠山は熊本藩から派遣されたように装い、連署人として同藩の福田屋喜五郎の名を勝手に使い、偽の印を押した証書を見せた。また、遠山とオールトとの通弁を務めた品川藤十郎もしきりに連判することを勧めたため、慶は保証人を引き受けることにした。
ところが、オールト商会は遠山に手付金3000両を差し出したものの、期限の9月になっても煙草は全く送られてこなかった。そのため慶はオールト商会から手付金を返すように求められ、熊本藩と交渉し遠山家の家禄5ヵ年分に相当する約352両の支払いを受けたが、それが精一杯であった。実は、遠山は輸入反物で失敗し借金を返済するために慶を騙したのであった（遠山事件）。
明治5年（1872年）1月、慶はオールト商会から遠山、福田屋喜五郎と共に長崎県役所に訴えられ、慶も遠山と福田屋を訴えた。7月から8月にかけての判決で、遠山は詐欺罪で懲役10年の刑を受けるが、慶は連判したということで1500両ほどの賠償金を支払うこととなった。負債の3,000両（現在の価値でいえば約3億円ほど）と裁判費用及び賠償金を払うことになり、これで慶の信用も地に堕ち、大浦家は没落した。家財は差し押さえられ、毎日慶の家に取り立てが来ていたという。

### 晩年
明治12年（1879年）6月に元・第18代アメリカ大統領ユリシーズ・グラントが長崎に寄港した際は国賓として、各県令らと共に慶が艦上に上った。その時、艦上にいた国賓で女性は慶だけであった。
翌明治13年（1880年）1月12日に筑前国甘木の商人佐野弥平との連名にて政府に対し、海軍軍艦の高雄丸の払い下げ願いが出された。佐野は筑前では1、2を争う富商で、三菱会社に対抗して海運業の強化を考えていた。高雄丸は2月に除籍され慶と佐野に50,000円で売却が決定し、3月25日に引き渡された。3月31日付の読売新聞には、慶が4万7千3百円で買ったと書かれている。軍艦は改装し、佐野らとともに自前の貿易船として使用する予定であり、この時点で慶は商売を建て直し、さらに拡大する意図があったと理解される。
明治17年（1884年）、県令であった石田英吉（元海援隊士）が農商務省の権大書記官であった岩山敬義に、慶が既に危篤状態であるため、生きているうちに賞典をあげてほしいと要請した。石田の下に4月5日に西郷従道から受賞の知らせを電報で伝えられ、翌日に石田の使者が大浦家に出向いて受賞を知らせた。明治政府は慶に対し、日本茶輸出貿易の先駆者としての功績を認め、茶業振興功労褒賞と金20円を贈った。
その1週間後、慶は57歳で死去した。借金は死ぬまでに完済していたとされる。墓所は長崎市高平町清水寺墓域（曇華院跡）大浦家墓地。

## 関連作品

### 漫画
- 『JIN-仁-』（村上もとか、2000年 - 2010年、集英社）
- 『ニュクスの角灯』（高浜寛、2015年 - 2019年、リイド社）

### 小説
- 『天翔ける女』（白石一郎、1985年、文藝春秋）
- 『グッドバイ』（朝井まかて、2019年、朝日新聞出版）